# Athetis castaneipars
Athetis castaneipars är en fjärilsart som beskrevs av Moore 1882. Athetis castaneipars ingår i släktet Athetis och familjen nattflyn. Inga underarter finns listade i Catalogue of Life.